# NGC 4372
NGC 4372 (другие обозначения — GCL 19, ESO 64-SC6) — шаровое скопление в созвездии Муха.
Этот объект входит в число перечисленных в оригинальной редакции «Нового общего каталога».
Является одним из самых бедных металлами шаровых скоплений в Млечном Пути.
NGC 4372 частично скрыт пылевыми облаками.